# Novembre 1873

## Événements
- 7 novembre, Canada : démission du gouvernement conservateur de John A. Macdonald à la suite du Scandale du Pacifique. Le libéral Alexander Mackenzie lui succède comme premier ministre.

- 8 novembre, Canada : Winnipeg est incorporée comme ville.

- 17 novembre : les cités de Buda, d’Óbuda et de Pest se réunissent pour former Budapest (270 000 habitants).

- 20 novembre :
  - France : « loi du septennat » (Albert de Broglie) fixant la durée du mandat du président de la République à 7 ans, ceci pour une simple raison d'opportunité : les orléanistes attendent la mort du « comte de Chambord », héritier du trône selon les légitimistes.
  - Francis Garnier s'empare d'Hanoï avec une petite troupe armée. L’empereur du Viêt Nam Tu Duc est contraint d’accepter le protectorat français sur l’Annam et le Tonkin.

- 25 novembre - 1er décembre : République dominicaine : Buenaventura Báez est renversé par un coup d’État. Le général Gonzales prend le pouvoir dans un pays ravagé par la guerre civile depuis 1865.

## Naissances
- 5 novembre : Howard Carter, archéologue et égyptologue britannique.
- 9 novembre : 
  - Achille René-Boisneuf (mort le 29 décembre 1927), homme politique
  - Charles Picquenard (mort en 1940), conseiller d'État et haut fonctionnaire français
  - Fritz Thyssen (mort le 8 février 1951), industriel allemand
  - Hugo Breitner (mort le 5 mars 1946), homme politique autrichien
  - Paul Beyer (mort le 10 septembre 1945), céramiste français
- 10 novembre : Leo White (mort le 20 septembre 1948), acteur et réalisateur américain.
- 29 novembre : Matveï Mouranov, bolchévique révolutionnaire.

## Décès
- 9 novembre :
  - Jean-Baptiste Cécille (né le 16 octobre 1787), homme politique français
  - Stephen Mallory (né en 1813), homme politique américain
- 21 novembre : James William Johnston, Premier ministre de la Nouvelle-Écosse.
- 26 novembre : Karl Friedrich Naumann, géologue Allemand (° 1797).
- 29 novembre : Claude Gay Mouret, botaniste français (° 18 mars 1800).